# Nick Price (Golfspieler)
Nicholas Raymond Leigh Price (* 28. Januar 1957 in Durban, Südafrika) ist ein Berufsgolfer mit simbabwischer Staatsbürgerschaft. Er ist dreifacher Majors Sieger und führte in den frühen 1990er Jahren längere Zeit die Weltrangliste an.

## Werdegang
Price wuchs als Kind englischer Einwanderer in Simbabwe auf. Er hat zwei Brüder, Christopher und Timothy. Sein Vater diente als Offizier in der indischen Armee Britanniens. Nach seiner Pensionierung gründete er im südafrikanischen Durban eine Kleiderfabrik. Bevor Price das Schulalter erreicht hatte, zog die Familie nach Simbabwe, ehemals Rhodesien. Dort absolvierte er seinen zweijährigen Dienst in der Air Force während des Bürgerkriegs. Sein Vater verstarb Anfang der 1990er Jahre an Lungenkrebs. Sein Bruder Christopher lebt heute mit der Mutter in Norfolk, Timothy ist Teaching Pro in Simbabwe. Durch ihn kam Price mit acht Jahren zum Golfen. Zunächst diente er seinem Bruder als Caddy, bald jedoch wollte er selbst spielen. Da es für ihn als Linkshänder damals noch keine Schläger gab, lernte Price seitenverkehrt zu spielen. Sein erster großer Erfolg war der Gewinn der „World Junior Championship“ 1974. Sein Vorbild im Profigolf war von Beginn an Gary Player. Von ihm übernahm Price das Training mit Hanteln.
Seine Profilaufbahn begann 1977 auf der südafrikanischen Sunshine Tour, bevor er 1978 zur European Tour und schließlich 1983 zur PGA Tour wechselte. Dort gelang Price zwar im selben Jahr ein Turniergewinn, aber es folgten bis 1991 sieglose Zeiten, wobei er davor 1982 und dann 1988 bei der Open Championship den Sieg beide Male nur um einen Schlag verfehlte. Bis zur Mitte der 1990er Jahre entwickelte er sich zum weltbesten Spieler. Besonders eindrucksvoll ist seine Serie von 1992 bis 1994, in der Price weltweit von 54 Turnieren 16 gewann, darunter drei Majors (1994 gleich zwei hintereinander) und die höchstdotierte Players Championship 1993. Klar beherrschte er die PGA Tour Geldrangliste 1993 und 1994 jeweils mit neuen Verdienstrekorden, und führte 43 Wochen die offizielle Weltrangliste an.
Obwohl Price nach wie vor am Turniergeschehen teilnimmt, hat er sich mit seiner – in Florida ansässigen – Firma, im Golfplatz-Design und einer eigenen Linie von Golfartikeln als Unternehmer Ansehen erworben. Er lebt mit seiner Ehefrau Sue und seinen drei Kindern Gregory, Robyn Frances und Kimberley Rae in Hobe Sound, Florida.
Im Oktober 2013 war Price Captain des internationalen Teams beim Presidents Cup.

## Auszeichnungen
- 2003 Aufnahme in die World Golf Hall of Fame
- 2005 Bob Jones Award, die höchste Auszeichnung der USGA

## European Tour Siege
- 1980 Swiss Open
- 1985 Lancome Trophy
- 1994 The Open Championship
- 1997 Dimension Data Pro-Am
- 1997 Alfred Dunhill South African PGA

## PGA Tour Siege
- 1983 (1) World Series of Golf
- 1991 (2) GTE Byron Nelson Golf Classic, Canadian Open
- 1992 (2) PGA Championship, H-E-B Texas Open
- 1993 (4) The PLAYERS Championship, Canon Greater Hartford Open, Sprint Western Open, Federal Express St. Jude Classic
- 1994 (6) Honda Classic, Southwestern Bell Colonial, Motorola Western Open, PGA Championship, Bell Canadian Open
- 1997 (1) MCI Classic
- 1998 (1) FedEx St. Jude Classic
- 2002 (1) MasterCard Colonial

Major Championships sind fett gedruckt.

## Champions Tour Siege
- 2009 Outback Steakhouse Pro-Am
- 2010 Liberty Mutual Legends of Golf (mit Mark O’Meara), Principal Charity Classic
- 2011 Toshiba Classic

## Andere Turniersiege
- 1979 Asseng TV Challenge Series (Südafrika)
- 1981 San Remo Masters (Italien), SAB South African Masters
- 1982 Sigma Vaals Reef Open (Südafrika)
- 1985 ICL International (Südafrika)
- 1989 West End South Australian Open
- 1992 Air New Zealand/Shell Open, PGA Grand Slam of Golf
- 1993 ICL International (Südafrika), Million Dollar Challenge (Südafrika)
- 1994 ICL International (Südafrika)
- 1995 Alfred Dunhill Challenge (Südafrika), Hassan II Golf Trophy (Marokko), Zimbabwe Open
- 1997 Million Dollar Challenge (Südafrika), Zimbabwe Open
- 1998 Nedbank Million Dollar Challenge (Südafrika), Zimbabwe Open, Dimension Data Pro-Am (Südafrika)
- 1999 Suntory Open (Japan Golf Tour)
- 2006 CVS/pharmacy Charity Classic (mit Tim Clark; inoffizielles Event)
- 2009 Wendy’s 3 Tour Challenge (mit Jay Haas und Fred Funk)
- 2010 ADT Skills Challenge (mit Mark O’Meara; inoffizielles Event)

## Teilnahmen an Teambewerben
- Eisenhower Trophy (Amateur): 1976
- Alfred Dunhill Cup (für Simbabwe): 1993, 1994, 1995, 1996, 1997, 1998, 1999, 2000
- World Cup: 1978 (für Südafrika), 1993 (für Simbabwe)
- Presidents Cup (im internationalen Team): 1994, 1996, 1998 (Sieger), 2000, 2003 (remis), 2013 (non playing captain)